# Sam Mills
College Football Hall of Fame 2009
Pro Football Hall of Fame 2022
(en) Statistiques sur pro-football-reference
Samuel Davis « Sam » Mills Jr (né le 3 juin 1959 à Neptune City et mort le 18 avril 2005 à Charlotte) est un joueur et entraineur américain de football américain évoluant au poste de linebacker.

## Carrière

### Jeunesse
Mills naît à Neptune City et grandit à Long Branch. Il aime faire du tag avec son aîné ainsi que faire des matchs de football américain avec des garçons plus âgés.

### Lycée
Sam Mills fait ses études à la Long Branch High School. Il y est surtout un lutteur, ne faisant pas partie de l'équipe de football de l'école. En 1976 et 1977, il est champion de district de lutte (son maillot de lutte figure au-dessus de son maillot NFL dans le gymnase de l'école).

### Université
Mills entre l'université d'État de Montclair et joue pour l'équipe universitaire de 1977 à 1980 où il pulvérise des records de l'université. Son entraineur de l'époque Fred Hill disait qu'il était un bon élément mais que sa taille a découragé les franchises à le recruter.

### Doutes avant explosion
Sam Mills postule auprès des Browns de Cleveland mais la franchise de la NFL ne le recrute pas. Il tente sa chance avec les Argonauts de Toronto, franchise de football canadien, mais l'équipe ne le conserve pas dans son effectif.
Il trouve un poste de professeur de photographie et devient entraineur assistant de l'équipe de football de East Orange High School. Après deux échecs, Mills est enfin recruté par les Stars de Philadelphie en USFL. Il y joue trois ans, abordant le maillot no 54, et devient la vedette de cette équipe à cause de sa ténacité surnommé Field Mouse (la souris sur le terrain) à cause de sa rapidité. Il remporte en 1984, le titre de champion de la USFL avec les Stars et devient une icône de ce championnat.

### NFL
Après son second titre de champion de la USFL, son entraineur Jim Mora signe chez les Saints de la Nouvelle-Orléans, Mills le suit. Il devient un joueur essentiel du Dome Patrol, défense des Saints qui fut connu au début des années 1990 comme agressive. Chez les Saints, il est sélectionné à quatre reprises pour le Pro Bowl.
Dès la saison 1994 finit, son contrat avec la franchise n'est pas renouvelé et il devient un free agent (agent libre) ; il signe peu de temps après chez les Panthers de la Caroline, devenant vite un vétéran de cette équipe, ne loupant aucun match de cette équipe lors de ces trois saisons. Lors de sa première saison avec les Panthers, il intercepte un ballon qui permet à son équipe de remporter sa première victoire sur les Jets de New York de leur histoire.
Il participe en 1996 à son cinquième et dernier Pro Bowl à l'âge de 37 ans. À noter qu'il est le plus vieux joueur de l'histoire de la NFL à avoir marqué un touchdown après avoir récupéré un ballon de fumble. Dès sa carrière terminée, Mills reste dans le club, s'occupant de l'entrainement des linebackers.

### Cancer
En août 2003, un cancer à l'intestin est déclaré chez Mills. Les médecins ne lui donnent plus que quelques mois à vivre mais après avoir subi une chimiothérapie ainsi qu'une radiothérapie, il conserve sa place comme entraîneur. Mills est un grand artisan de la présence des Panthers au Super Bowl XXXVIII, notamment par son discours motivationnel Keep Pounding,. Père de quatre enfants avec sa femme Melanie — deux filles prénommées Larissa et Sierra et deux garçons Sam III et Marcus —, Sam Mills s'éteint à son domicile de Charlotte en Caroline du Nord le 18 avril 2005 à l'âge de 45 ans.